# آرت ببیت
آرت ببیت (انگلیسی: Art Babbitt؛ ۸ اکتبر ۱۹۰۷ – ۴ مارس ۱۹۹۲) پویانما اهل آمریکا بود. بیشترین دلیل شهرت وی فعالیت در آثار والت دیزنی می‌باشد.